# Ngô Mây
Ngô Mây (1924-1947) là một cảm tử quân người Việt Nam. Ông được Nhà nước Việt Nam truy tặng danh hiệu Anh hùng quân đội ngay trong đợt phong đầu tiên năm 1955, cùng với Huân chương Quân công hạng Nhì.

## Thân thế và cuộc đời
- Ông sinh năm 1924 tại thôn Vân Triêm, xã Cát Chánh, huyện Phù Cát, tỉnh Bình Định, là con một trong một gia đình nông dân nghèo[1]. Cha mất sớm, từ nhỏ ông phải lao động để nuôi sống bản thân và phụ giúp gia đình.
- Năm 1945, ông tham gia Việt Minh cướp chính quyền tại huyện Phù Cát và trở thành đội viên "Đội tự vệ sắt" của làng Vân Triêm. Khi quân Pháp tái chiếm Đông Dương, ông tham gia du kích xã, chiến đấu chống quân Pháp.

## Chiến công
- Tháng 4 năm 1947, ông nhập ngũ, được phiên chế vào Đại đội quyết tử của Tiểu đoàn 50, Trung đoàn 94[2], Khu 5. Đại đội gồm 160 chiến sĩ, trang bị 12 súng trường, 1 trung liên FM, còn lại là mã tấu, lựu đạn, chai xăng, bom ba càng và 5 quả bom (mỗi quả 25 kg). Ông xung phong nhận nhiệm vụ đánh bom cảm tử.
- Trong trận phục kích ở Rộc Dứa (cách Suối Vối 100m, cách An Khê 3 km về phía đông bắc) ngày 22 tháng 10 năm 1947, ông là người đã ôm bom ba càng lao vào đánh xe cơ giới của quân Pháp, tiêu diệt 1 trung đội lính Âu Phi.
- Sau khi ông hi sinh, chính phủ Việt Nam Dân chủ Cộng hòa ra quyết định truy tặng cho ông Huân chương Quân công hạng Nhì. Ngày 31 tháng 8 năm 1955, ông được Quốc hội Việt Nam Dân chủ Cộng hòa truy tặng danh hiệu Anh hùng quân đội ngay trong đợt phong đầu tiên.
- Tên ông được đặt tên cho nhiều đường phố, công viên và trường học tại Việt Nam. Ngoài ra, một số đơn vị hành chính cấp xã cũng được đặt theo tên ông.

Hình ảnh Ngô Mây
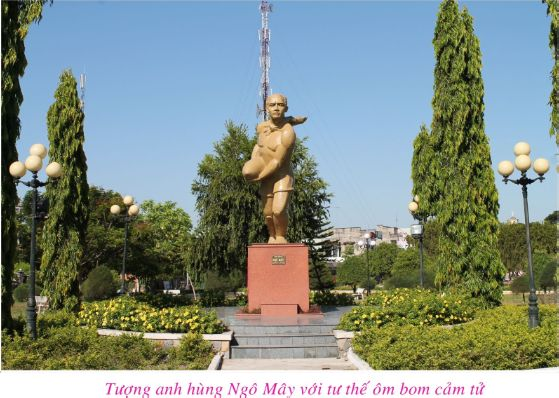
Tượng Ngô mây 1
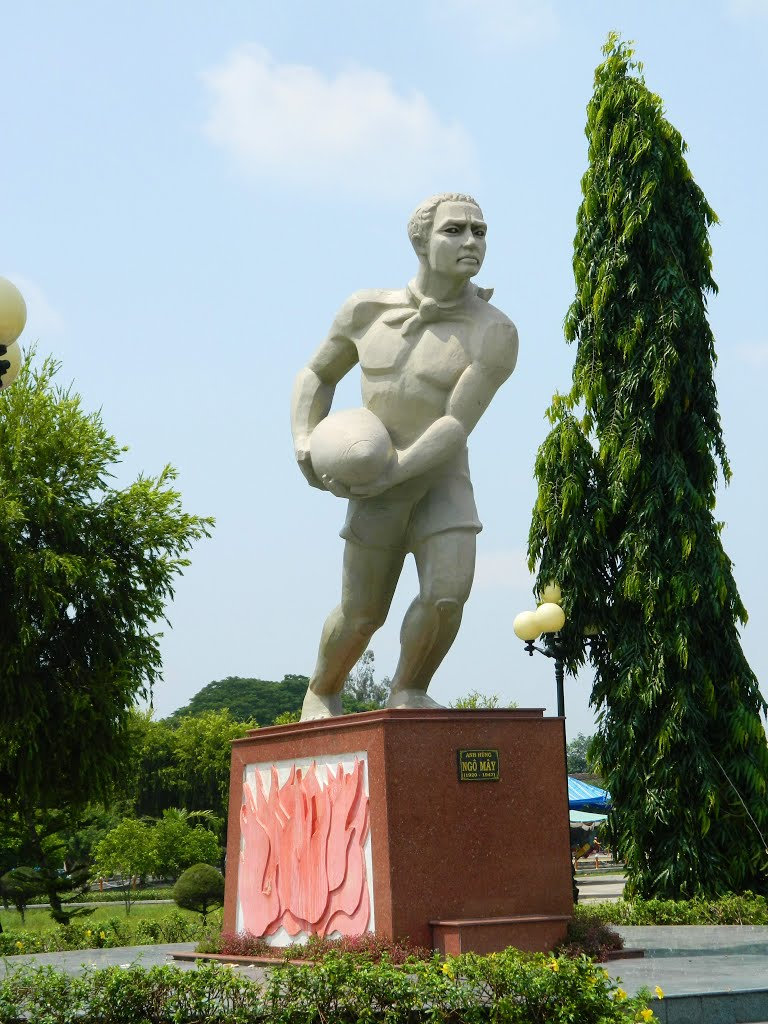
Tượng Ngô mây 2
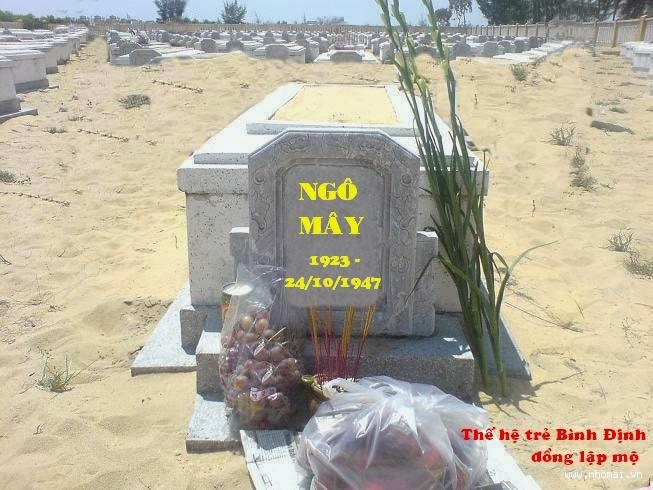
mộ ngô mây